# Тавара, Магоити
Магоити Тавара (яп. 俵 孫一 Тавара Магоити, 16 июня 1869 — 17 июня 1944) — японский государственный деятель, министр торговли и промышленности Японии (1929—1931), губернатор префектур Хоккайдо (1915—1919), Мияги (1914—1915) и Миэ (1912—1914), член Палаты представителей Японии (1924—1942).

## Биография
Родился в городе Хамада в префектуре Симанэ как пятый сын Санкуро Тавары III. С детства помогал семейному бизнесу по приготовлению соевого соуса, а также производству и продаже свечей.
В 1895 году окончил юридический факультет (английское право) Токийского императорского университета. После университета поступил на службу в Министерство внутренних дел и в 1907 году стал заместителем генерального секретаря правительства Корейской империи, а в 1910 году стал заместителем главы бюро землеустройства Кореи. После возвращения на родину занимал посты губернатора префектур Миэ, Мияги, Хоккайдо и генерального секретаря Министерства по делам колоний.
В 1924 году баллотировался на выборах в Палату представителей от партии Кэнсэйкай. Избирался в общей сложности шесть сроков подряд от партии Кэнсэйкай и Риккэн Минсэйто. В 1929 году являлся генеральным секретарём партии Риккэн Минсэйто. 2 июля 1929 года стал министром торговли и промышленности в кабинете Осати Хамагути. После своей отставки занимал пост председателя комитета по общим вопросам и политическим исследованиям Риккэн Минсэйто. На выборах в Палату представителей 1942 года проиграл, хотя и был рекомендованным кандидатом от партии Риккэн Минсэйто.

## Семья
Семья Тавара была купеческой семьёй со времён периода Тэмпо, и глава семьи из поколения в поколение наследовал имя «Санкуро».
Младший брат, Куниити Тавара, японский учёный-металлург. Жена, Мацу Мимура, дочь Кумпэя Мимуры, исполнительного директора дзайбацу «Мицубиси». В браке родились сын Сэйити и дочери Ёсико и Норико. Внук, Котаро Тавара, японский телеведущий и политический обозреватель.

## Награды
- Орден Священного сокровища 1 класса (1 августа 1929)
- Орден Восходящего солнца 1 класса (17 июня 1944)